# Toepolev Tu-80
De Toepolev Tu-80 (Russisch: Туполев Ту-80) was een verbeterde versie van de Tu-4 ‘Bull’-bommenwerper met onder andere aerodynamische verbeteringen. Het toestel had een groter vleugeloppervlak en verbeterde instrumenten. Het voorste gedeelte van het toestel was herzien: een tussenschot scheidde de piloten de rest van de bemanning. De verbeteringen hielden in dat het bereik van het toestel 20-25% groter werd ten opzichte van de Tu-4. Door de aerodynamische verbeteringen kon er ook 15% meer brandstof meegenomen worden en werd de maximumsnelheid 604 km/h.
Het enige toestel dat gebouwd is vloog voor het eerst op 1 december 1949.

## Specificatie
Uit: The Osprey Encyclopedia of Russian Aircraft 1975-1995
- Lengte: 34,32 m
- Spanwijdte: 43,45 m
- Hoogte: 8,91 m
- Vleugeloppervlakte: 167,0 m²
- Leeg gewicht: 37.850 kg
- Vlieggewicht: 60.600 kg
- Voortstuwing: 4× Sjvetsov ASj-73FN

- Maximale snelheid: 545 km/h
- Bereik: 7.000 km

- Wapens: 12.000 kg aan bommenlast

Bommenwerpers: TB-1 · TB-3 · Tu-2 · Tu-4 · Tu-14 · Tu-16 · Tu-20 · Tu-22 · Tu-22M · Tu-26 · Tu-95 · Tu-126 · Tu-160

Gevechtsvliegtuigen: R-6 · Tu-28 · Tu-128  —  Verkenningsvliegtuigen: Tu-95 · Tu-142

Verkeersvliegtuigen: Tu-104 · Tu-114 · Tu-124 · Tu-134 · Tu-144 · Tu-154 · Tu-204 · Tu-214 · Tu-244 · Tu-334 · Tu-444

Overig/Experimenteel: ANT-1 · ANT-2 · ANT-4 · ANT-7 · ANT-16 · ANT-20 · ANT-58 · ANT-103 · Tu-70 · Tu-72 · Tu-75 · Tu-80 · Tu-85 · Tu-91 · Tu-96 · Tu-98 · Tu-102 · Tu-105 · Tu-107 · Tu-110 · Tu-116 · Tu-119 · Tu-125 · Tu-155 · Tu-156 · Tu-206 · Tu-216